# Gordon Hayward
Gordon Daniel Hayward (Indianapolis, 23 maart 1990) is een Amerikaanse basketbalspeler uitkomend voor de Charlotte Hornets in de National Basketball Association (NBA). Hij speelde in zijn collegecarrière twee seizoenen voor Butler University, dat hij naar een tweede plaats in de 2010 NCAA Tournament leidde. Hij werd als negende in de 2010 NBA Draft gekozen door de Utah Jazz.

## Professionele carrière

### Utah Jazz (2010–2017)
Hayward speelde in zijn eerste seizoen in de NBA in 72 wedstrijden. Hij maakte gemiddeld 5,4 punten en 47% van zijn driepunters. Vooral in het laatste deel van het seizoen maakte Hayward veel minuten en droeg hij bij aan het sterke einde van de Utah Jazz. Hayward sloot het seizoen op 13 april 2011 af met 34 punten tegen de Denver Nuggets, een toenmalig persoonlijk record.

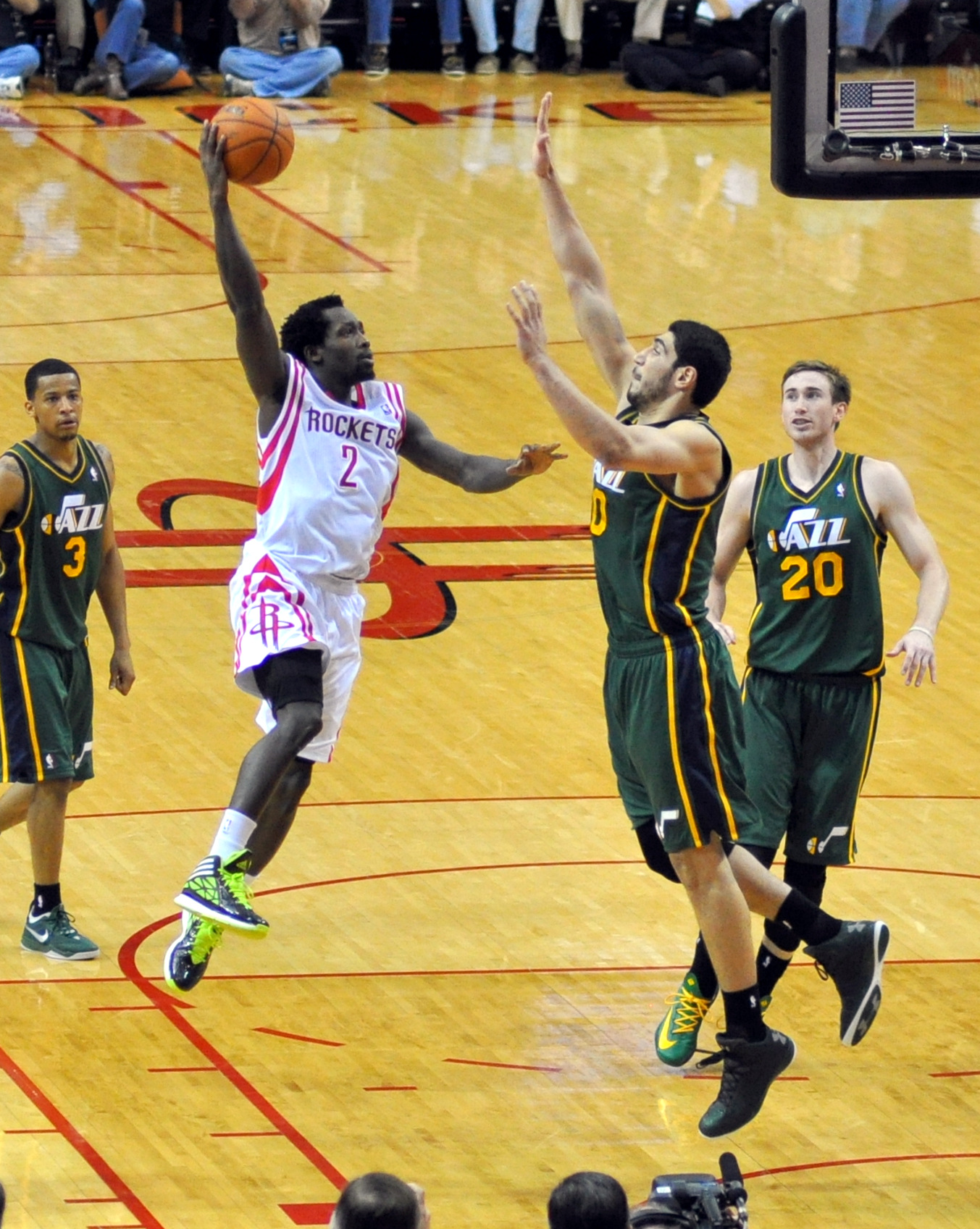
Van links naar rechts: Trey Burke, Patrick Beverley, Enes Kanter en Hayward

Nadat de Jazz het grootste gedeelte van haar offensieve kwaliteit verloor na het vertrek van Paul Millsap en Al Jefferson werd Hayward de nieuwe aanvalsleider van de Jazz. Op 7 januari 2014 maakte hij een persoonlijk record van 37 punten in een overwinning tegen de Oklahoma City Thunder.
Op 10 juli 2014 kreeg Hayward een vierjarige aanbieding van de Charlotte Hornets waarin hij 63 miljoen dollar zou gaan verdienen. De Utah Jazz evenaarde dat aanbod waardoor Hayward voor de Jazz bleef spelen.
Op 14 november 2014 maakte Hayward een seizoensrecord van 33 punten in een overwinning tegen de New York Knicks.
Op 18 januari 2016 maakte Hayward een seizoensrecord van 36 punten tegen de Charlotte Hornets. Op diezelfde dag werd hij gekozen voor het Amerikaanse team voor de Olympische Spelen van 2016. Door familieomstandigheden kon Hayward niet aan de Spelen meedoen.
Op het einde van het NBA-seizoen 2016-2017 maakte Gordon Hayward de keuze om over te stappen naar de Boston Celtics.